# グッド・テクノロジー
グッド・テクノロジー は、携帯電話のためのプッシュ型電子メールとMobile Device Managementとセキュリティ製品を提供している企業である。

## 歴史
同社はスプリングシングズというブランド名でHandspring用のMP3添付ファイルを作成する企業として2000年3月に創設された。後に企業ユーザーのために無線で電子メールにアクセスする独自端末を提供している。以前はグッドリンクという名前だった、グッド・モバイル・メッセージングのソフトウェアとサービスを販売し、携帯端末で業務を行う人々に、企業の電子メールとPIMデータを様々な端末に同期する機能、その他各種端末管理、セキュリティおよびアクセス機能を提供している。
2006年11月10日、モトローラが当時非公開企業だった同社を買収。しかし2009年2月、競合するプッシュ型電子メール製品企業Vistoに米国において特許侵害で訴えられたため、2009年2月23日、モトローラはVistoに同社を売却することに合意。CITAワイヤレス2009においてVistoは社名をグッド・テクノロジーとすることを発表。
2009年5月27日、インターキャスティング社を買収し、ソーシャル・ネットワーク機能を追加。
2009年7月 RIM社（現ブラックベリー (企業)）を特許侵害で訴えていたが、RIM社側がグッド・テクノロジーに2億6,750万ドルを支払うことで和解。
2009年12月7日、iPhoneとAndroid端末のサポートを発表。
2011年11月14日、同業のAirWatch、MobileIronを米国で特許侵害で提訴。
2013年2月4日、同業のデンマークExcitorを米国において、特許侵害および連邦商標法（ランハム法 Lanham Act）違反で提訴していた特許訴訟に、事実上勝訴。一時金とライセンス料の受け取りを含む契約を同社と締結。
2013年3月5日、iOSとAndroid端末用の日本語版アプリケーションの提供を開始。
2014年4月1日、同業のBoxTone買収を完了。
2014年5月20日、日本法人を設立し、NTTドコモと販売代理店契約を締結。
2014年6月3日、同業のFixmoがアメリカ国防総省とCRADA(Cooperative Research and Development Agreement)に基き共同研究したセキュリティ技術を買収。
2015年4月 AirWatchを買収したVMware社と特許侵害訴訟で和解。

## 製品
広告によればグッド・テクノロジーは以下の携帯機器用電子メール製品を販売している:
- Good for Enterprise - 企業向けの電子メール暗号化、携帯端末管理、および、イントラネット〜インターネット間のプロキシ製品。次の3つの部分からなる。端末管理とセキュリティのためのGood Mobile Control、電子メールとPIMの暗号化のためのGood Mobile Messaging、社内ネットワークとアプリケーションへの暗号化アクセスのためのGood Mobile Access。

2013年9月1日現在、日本では株式会社チェンジから販売されている。
2014年5月20日、日本法人を設立し、NTTドコモと販売代理店契約を締結。

## 参考
- Lemon, Sumner (2009年2月23日). “Motorola Sells Good Technology to Visto”.  PC World. 2011年12月28日閲覧。
- Gohring, Nancy (2011年7月21日). “T-Mobile Securing Android Phones With Good Technology”.  PC World. 2011年12月28日閲覧。
- “Good Technology Buys Up CloudSync”.  Techcrunch.com (2010年1月27日). 2012年1月1日閲覧。